# Tetramorium delagoense
Tetramorium delagoense är en myrart som beskrevs av Auguste-Henri Forel 1894. Tetramorium delagoense ingår i släktet Tetramorium och familjen myror. Inga underarter finns listade i Catalogue of Life.

## Bildgalleri

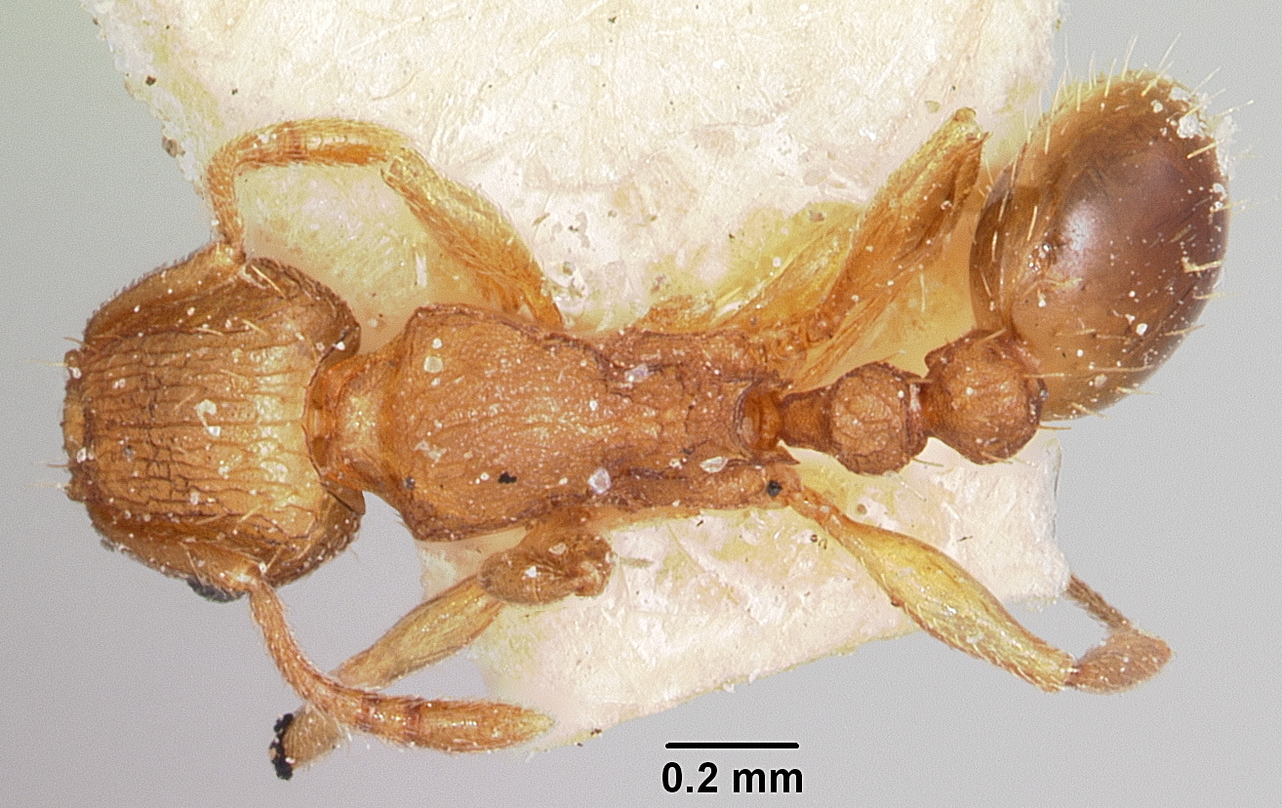
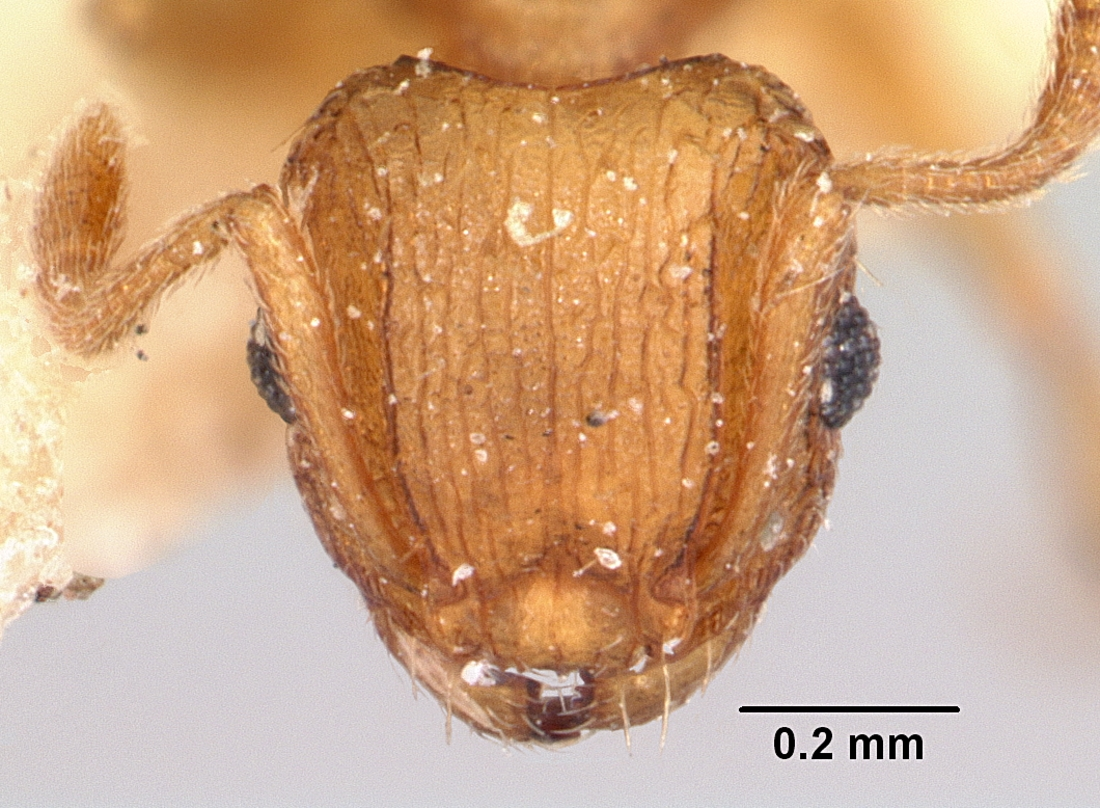
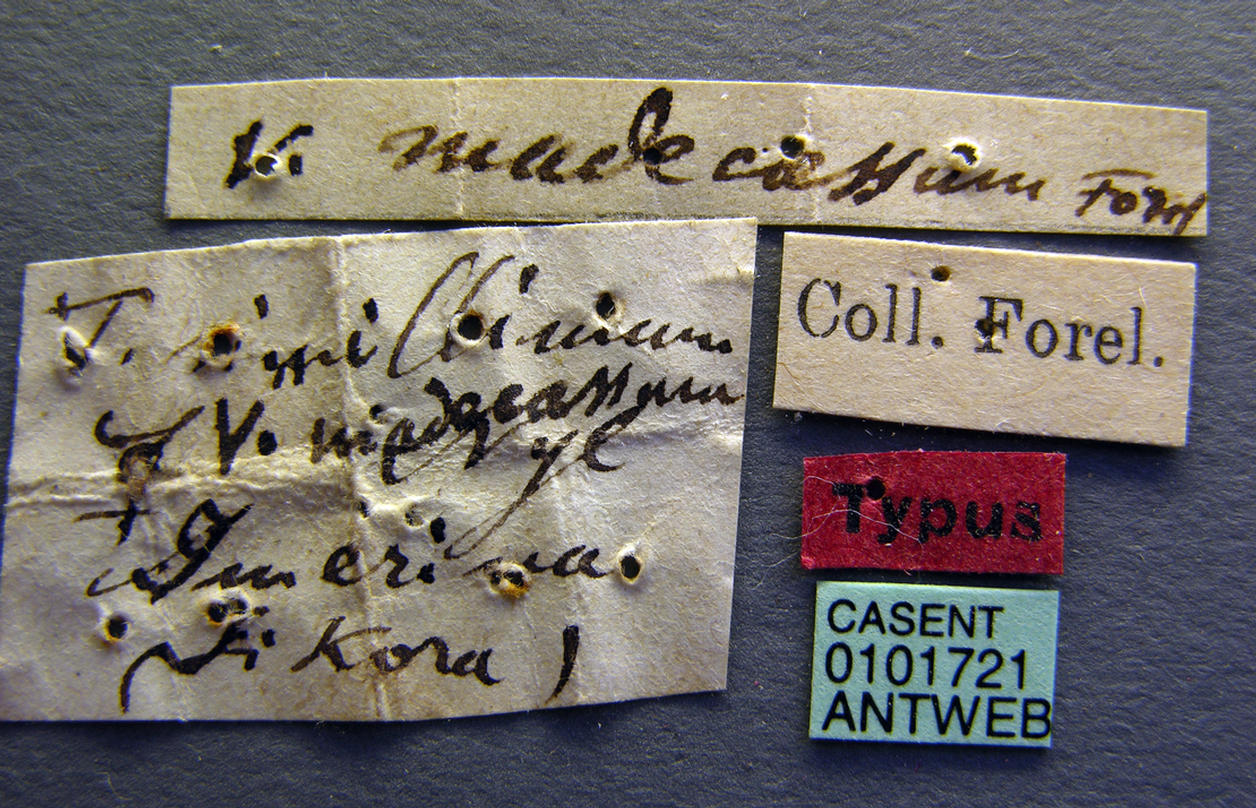
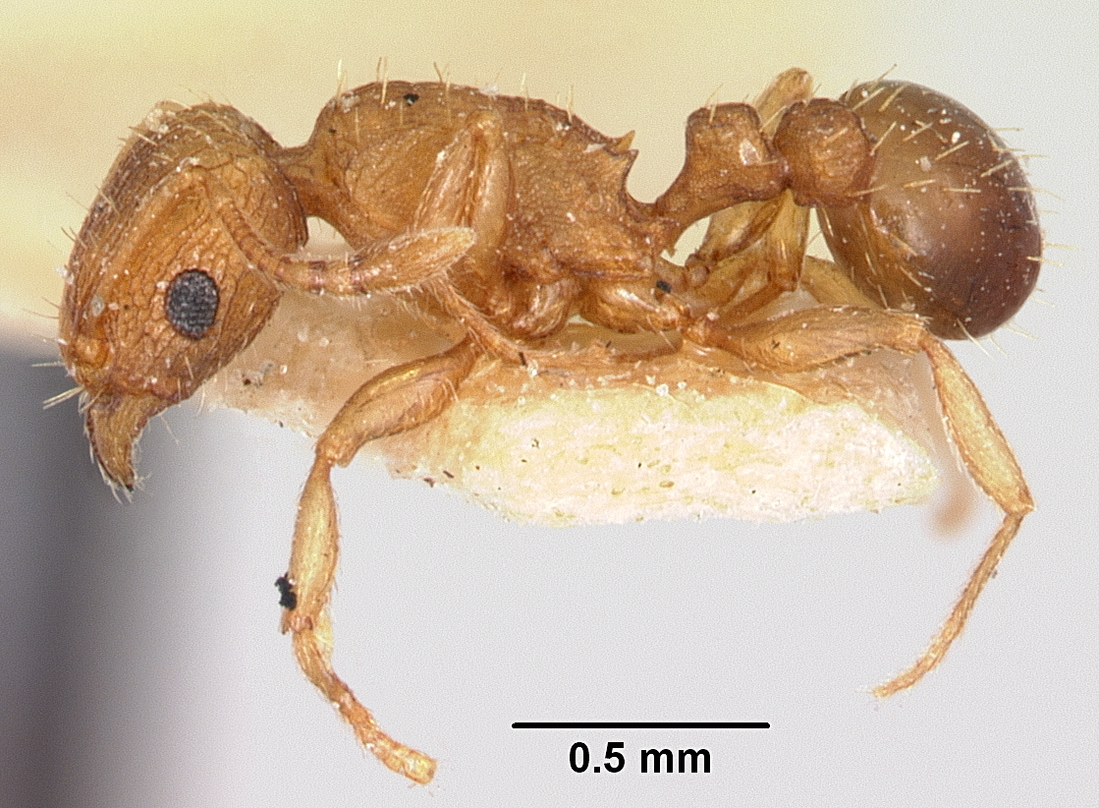
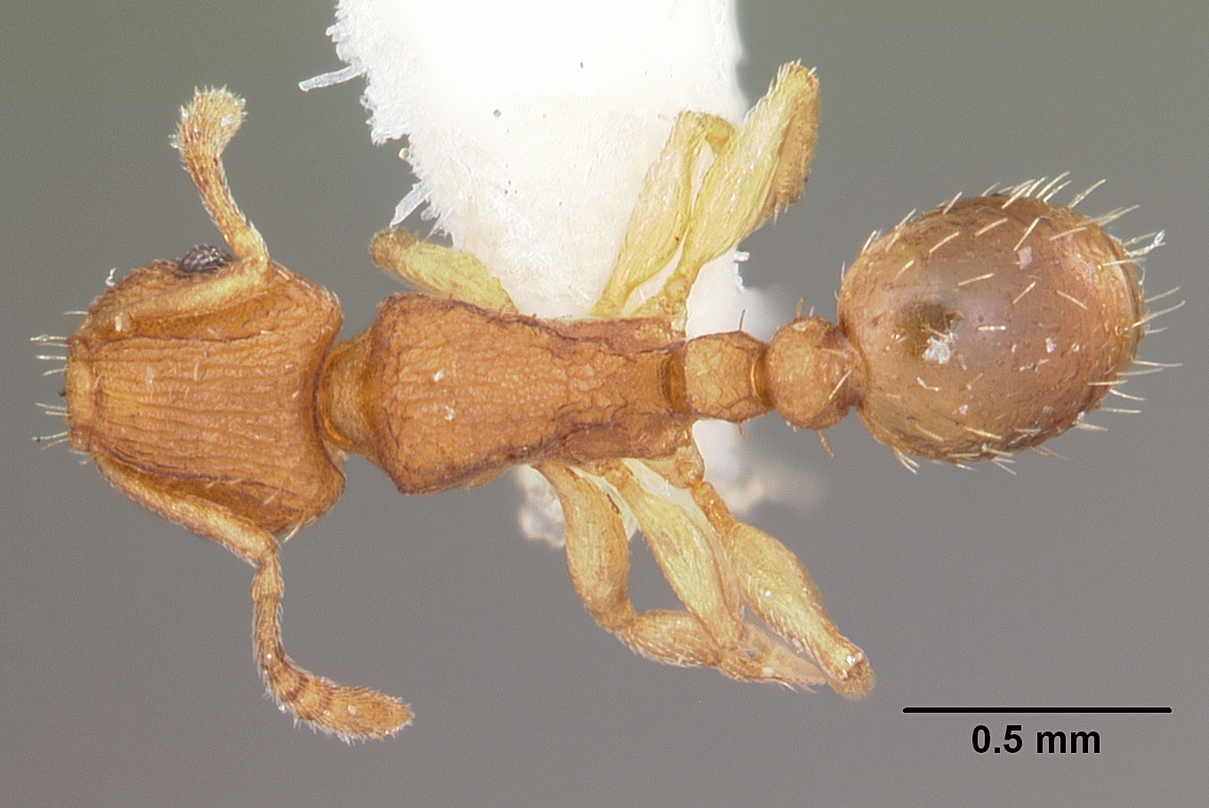
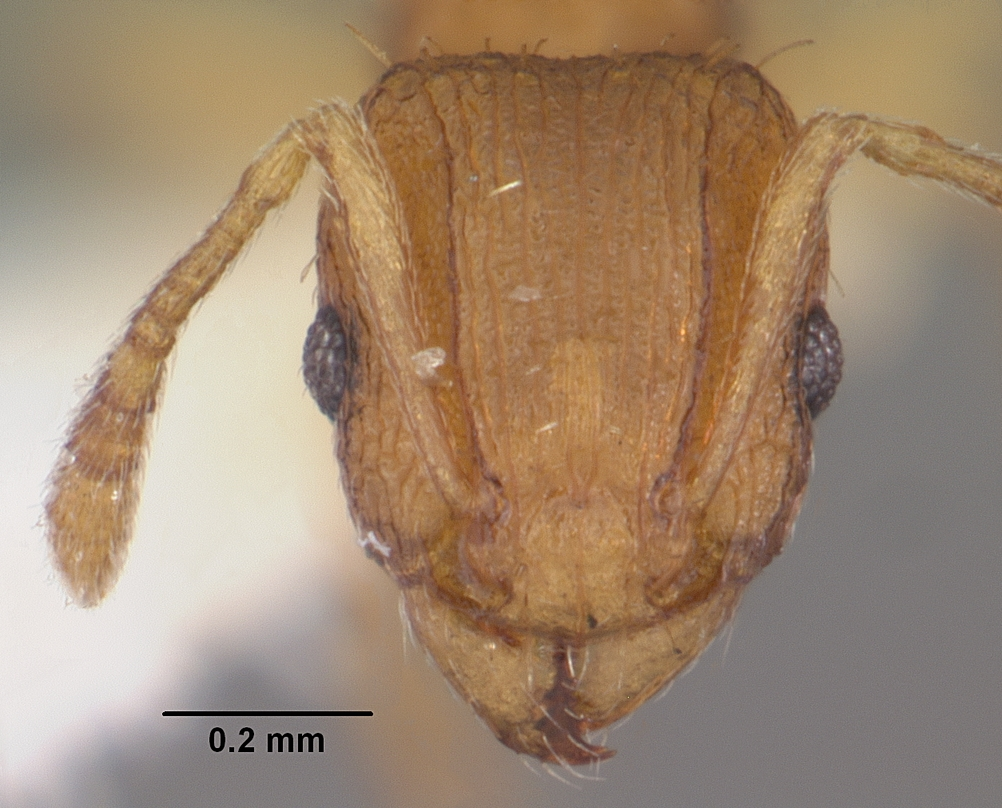